# Grammitis kairatuensis
Grammitis kairatuensis är en stensöteväxtart som beskrevs av Masahiro Kato och Parris. Grammitis kairatuensis ingår i släktet Grammitis och familjen Polypodiaceae. Inga underarter finns listade.